# Gabriel Pec
Gabriel Fortes Chaves, mais conhecido como Gabriel Pec (Petrópolis, 11 de fevereiro de 2001), é um futebolista luso-brasileiro que atua como ponta direita. Atualmente joga no Los Angeles Galaxy.

## Carreira

### Carangola
Pec começou jogando no Carangola, uma equipe amadora de Petrópolis, sua cidade natal, com apenas 7 anos na Copa Zico.
Pelo Carangola, Gabriel Pec foi campeão da Copa Zico no sub-11 e no sub-13. No título com o sub-13, Pec já defendia o Vasco, mas o Cruz-Maltino não disputava o torneio oficialmente. Então, os pais dos garotos vascaínos criaram um time "fictício" chamado Barra Brasil para que disputassem a competição e se mantivessem ativos, porém, ao saber que o Carangola disputaria o torneio, Gabriel pediu para jogar pelo time de Petrópolis numa forma de gratidão, já que era seu último ano antes de se federar.

### Vasco da Gama
Pec ingressou na base do Vasco da Gama em 2009.

#### 2019
Fez sua estreia profissional pelo Vasco da Gama no dia 7 de setembro de 2019, na derrota de 2 a 0 para o Bahia, válido pelo Brasileirão. Nesse mesmo ano, e contra o mesmo adversário, Pec viria a fazer sua primeira participação em gols ao dar uma assistência para Marrony empatar o jogo contra o tricolor baiano aos 40 minutos do segundo tempo.

#### 2020
Um ao depois, o jogador passou a ser um atleta utilizado mais vezes no elenco vascaíno a partir da segunda metade do Campeonato Brasileiro. Por conta da Pandemia de COVID-19 no Brasil, a Liga se estendeu até o ano seguinte e coincidiu com a época que Gabriel retornou ao elenco profissional depois de um período com o time Sub-20. Na 31ª rodada, em janeiro de 2021, Gabriel Pec marcou seu primeiro gol como profissional, na derrota por 4 a 1 contra o Red Bull Bragantino, em partida válida pelo Brasileirão, no estádio Nabi Abi Chedid.
Apesar de ter sido um ano que o jogador tivesse tido um trabalho físico mais apropriado, Gabriel não conseguiu ajudar o Vasco a evitar um rebaixamento ao fim da época.

#### 2021
Em 2021, Pec teve um inicio de ano positivo. Pelo Campeonato Carioca de Futebol de 2021, o jovem teve destaque demasiado destaque ao marcar um doblete contra o Nova Iguaçu Futebol Clube na terceira rodada. Futuramente, ele também balançaria as redes do Macaé, Bangu e Boavista.
O desempenho da equipe não havia sido algo muito positivo e o clube ficou de fora dos quatro primeiros colocados da Taça Guanabara. Assim, disputando a Taça Rio, a equipe conseguiu avançar de fase e venceu o Botafogo na decisão. Esse foi o primeiro título profissional de Gabriel. No jogo decisivo, coube ao jovem atleta a marcar o último pênalti e garantir o troféu ao Vasco.
Pec também esteve em campo pela Copa do Brasil. Em cinco jogos, marcou um gol contra a Tombense; mas deixou de participar do jogo de volta diante o São Paulo nas oitavas de final e a equipe foi eliminada.
Apesar do início positivo, Gabriel não conseguiu repetir o bom desempenho no restante da Série B daquele ano. Na competição, o atacante chegou a dar três assistências, mas só pôde balançar as redes uma vez diante o Goiás. Contudo, a equipe carioca não desempenhava tão bem, ainda que tivesse um dos principais atacantes na competição, e o time terminou a época longe das quatro primeiras colocações.

#### 2022
No posterior, Gabriel voltou a ter um favorável desempenho no Campeonato Carioca. Na campanha semifinalista, o atleta marcou gols diante o Volta Redonda, Madureira e Flamengo. Contudo, o Vasco não obteve vaga à final por não conseguirem derrotar o Fla na semifinal.
Na Copa do Brasil, deu uma assistência para Bruno Nazário abrir o placar diante o Juazeirense, mas os baianos empataram a partida na reta final e eliminaram os cariocas nas penalidades.
Gabriel tivera números ainda mais tímidos na Série B de 2022. Apesar disso, por conta de sua velocidade e habilidade com a bola nos pés, conseguiu ser frequentemente utilizado pelo treinador Jorginho e contribuiu com um gol na campanha que trouxe o clube de volta à Primeira Divisão.

#### 2023
Em 2023, Pec viria a ter seu melhor ano individualmente. O Vasco havia conseguido se reestruturar, tendo virado SAF na metade de 2022; contratado Maurício Barbieri para o comando da equipe e agora conseguia fazer contratações de maior evidência para sequência do ano.
Em anos anteriores, Pec tinha de dividir o ataque com outros jogadores que faziam campanhas mais sólidas na busca por gols. Entre 2020 e 2021, Gabriel tivera Germán Cano como artilheiro; um ano depois, viu Raniel ser o principal goleador da equipe na Série B. Contudo, mesmo com a 777 Partners (dona da SAF) tendo investido 2 milhões de dólares para contratação de Pedro Raul, o vice-artilheiro da última edição da Série A, o jogador não conseguia repetir os feitos do ano passado e tal responsabilidade passou a ser do jovem revelado pela equipe de São Cristóvão.
No Campeonato Carioca de Futebol de 2023, Gabriel iniciou sua arrebatadora campanha marcando quatro gols em sequência. Ao fim da primeira parte do Campeonato, tivera cinco gols marcados e ajudou na classificação da equipe vascaína à semifinal. No primeiro jogo das semis, novamente encontrou o caminho do gol ao estufar as redes do Flamengo no Clássico dos Milhões. Contudo, a equipe de Vítor Pereira superou o time de Pec em ambas as partidas e se classificou à decisão novamente.
Quando pôde começar o Campeonato Brasileiro, novamente destacou-se ao balançar as redes nas duas primeiras rodadas diante o Atlético Mineiro e o Palmeiras. No entanto, a equipe carioca começou a ter um rendimento muito ruim na sequência do Campeonato e não mais venceu sob o comando de Barbieri. Assim que foi demitido, o clube conseguiu vencer uma partida diante o Cuiabá, mas ainda sem tentos de Gabriel.
Assim que Ramón Díaz assumiu o comando da equipe, Gabriel conseguiu repetir seus feitos do começo do ano e balançou as redes, ainda que alternasse entre as duas extremidades do ataque. Sob o comando do argentino, Pec disputara 26 partidas e balançou as redes seis vezes. Mesmo que o clube tenha contratado Pablo Vegetti para assumir a função de centroavante artilheiro, o jogador ainda tivera bons momentos e terminou o ano com 14 tentos em 50 jogos.
Mesmo com chances reais de ser rebaixado novamente, o Vasco vencera a última partida e garantiu-se na Série A do ano seguinte. Após uma partida dramática, que terminou 2 a 1 diante o Red Bull Bragantino, o jovem atleta elogiou a participação do novo treinador sob o comando do time:
| “ | Sem dúvidas, Ramón mudou o ambiente, ganhou o grupo com disputas, não deixava ninguém se acomodar e isso fez com que o grupo sempre trabalhasse mais forte para jogar e ajudar o Vasco. E conseguimos nossa permanência. Esse ano foi meu melhor ano. Eu, que estava aqui quando subimos em 2022. Sabíamos que não seria um ano fácil depois de dois anos na Série B. Conseguimos nossa permanência, estou muito feliz, estou aqui desde os oito anos, aqui é minha casa, o Vasco é minha vida. Agora é descansar, aproveitar as férias e voltar com foco total. | ” |

O ano positivo chamou a atenção de equipes de dentro e de fora do Brasil. O jogador continuou com a equipe nos primeiros meses de 2024, mas foi vendido antes mesmo do início da temporada pelo valor de 10 milhões de dólares. Em despedida, emocionado, Pec agradeceu o carinho recebido por ele ao longo dos seus anos na equipe:
| “                               | O que eu gostaria de falar, é até difícil segurar a emoção... Quero agradecer o carinho que venho recebendo, sei que eles me criticaram bastante, mas as críticas foram para eu evoluir. Sei que lá no fundo sempre tiveram carinho por mim. Sobre a torcida do Vasco, não tenho palavras. Cada jogo é uma emoção diferente. Fico muito feliz pelo carinho que estou recebendo e quero dizer que amo muito o Vasco, amo muito a torcida vascaína. [...] Cheguei ao clube com oito anos, então tenho um carinho imenso, imenso pelo Vasco, pela torcida. Os torcedores estão me apoiando muito. Eu vivi grandes momentos, tanto na base quanto no profissional. Continuei batalhando e, graças a Deus, pude fazer um grande ano de 2023 e dar muita alegria aos torcedores. Cheguei no profissional muito novo, recebi muitas críticas, mas sempre perseverei, continuei firme. E eu sabia que ainda daria muitas alegrias à torcida vascaína. | ” |
| — Pec sobre seus anos no Vasco. | |   |

Em 30 de janeiro de 2024, o atacante despediu-se do elenco com 178 partidas, 26 gols e 14 assistências com a camisa do clube que o revelou.
Enquanto ainda atuava pelo Vasco, Gabriel Pec conheceu Guilherme Granda Moura, carinhosamente apelidado pelos jogadores de Gui, após o jovem despertar de um coma induzido devido à Epidermólise Bolhosa. Grande admirador de Pec, Gui teve sua história conhecida pelo clube, que organizou uma visita do jogador e de seu companheiro de equipe, Figueiredo, após sua recuperação. Com o tempo, Gui estreitou laços com outros membros do time e da diretoria, passando a frequentar São Januário em diversas partidas.
Em dezembro de 2024, sua trajetória de superação ganhou destaque internacional, e ele foi premiado com o FIFA Fan Award após uma campanha de voto popular que contou com o apoio de jogadores como Dimitri Payet e o próprio Gabriel Pec – que, à época, já não defendia mais o clube carioca.

### Los Angeles Galaxy
Em 2024, o Los Angeles Galaxy, dos Estados Unidos, contratou o jogador por por 10 milhões de dólares (49 milhões de reais na cotação atual), podendo atingir a casa dos 11,5 milhões de dólares (R$ 56,2 milhões) se Gabriel Pec bater todas as metas contratuais. O LA Galaxy adquiriu 70% dos direitos econômicos do atacante, enquanto o Vasco mantém 30% do atleta.
Pec foi contratado como jovem jogador designado e assinou um contrato de cinco anos até o final da temporada de 2028 da MLS.
Estreou no na MLS contra o Inter Miami, no da 26 de fevereiro de 2024, entrando no segundo tempo, no empate por 1 a 1, na primeira rodada do campeonato.
Foi selecionado para participar do MLS All-Star de 2024, ao lado do companheiro de time Riqui Puig. O time norte-americano perdeu para o Liga MX All-Stars por 4x1, entrando no segundo tempo.
No dia 4 de novembro de 2024, Pec foi escolhido como a contratação do ano na Major League Soccer de 2024, onde foi votado pela equipe técnica dos clubes da MLS, pela mídia e pelos atuais jogadores da MLS, obtendo 37% dos votos, contra 27% do segundo colocado, Luis Suárez.
No dia 30 de novembro de 2024, Pec conquistou a Conferência Oeste ao vencer o Seattle Sounders. A decisão será contra o New York Red Bulls. Na decisão, vitória do Galaxy por 2x1, consagrando Pec como o jogador com mais participações em gols na temporada, com 34 (19 gols e 15 assistências), à frente de Lionel Messi, do Inter Miami. Devido ao seu ótimo desempenho, especulações sobre sua ida a Europa começaram a circular, com clubes como Arsenal e Liverpool interessados no brasileiro.

## Seleção Brasileira

### Sub-23
Gabriel Pec foi convocado em 2024 para Seleção Brasileira Sub-23 e participou do Torneio Pré-Olímpico Sul-Americano Sub-23 de 2024.

## Apelido
Pec explicou, em reportagem ao UOL, que o apelido tem relação com o time de futebol de salão Petrópolis Esporte Clube: "Eu tenho que explicar isso para as pessoas. Eu nunca joguei no PEC. O PEC era um time de futsal adulto de Petrópolis, que disputava a Liga Nacional e era famoso. Então, quando cheguei ao Vasco [com 8 anos], tinha muito Gabriel, e o coordenador do salão gostava muito do time do PEC também. Eu chegava no clube, ele falava a escalação do PEC e brincava comigo, aí ficávamos conversando sobre o time. Foi pegando, pegando, e ficou Pec, mas eu nunca joguei lá. Era um time de adulto".

## Títulos
Vasco da Gama
- Campeonato Carioca Sub-20: 2020[66]
- Copa do Brasil Sub-20: 2020[67]
- Supercopa do Brasil Sub-20: 2020[68]
- Taça Rio: 2021

LA Galaxy
- Conferência Oeste (MLS): 2024[69]
- MLS Cup: 2024[70]

### Prêmios Individuais
- MLS All-Star: 2024[71]
- Contratação do Ano da MLS: 2024[72]